# Eublemma radda
Eublemma radda is een vlinder van de familie van de spinneruilen (Erebidae). De wetenschappelijke naam van deze soort is voor het eerst voorgesteld door Charles Swinhoe in een publicatie uit 1901.
De soort komt voor in Maleisië (Sarawak).